# Diaphorina minor
Diaphorina minor är en insektsart som beskrevs av Capener 1973. Diaphorina minor ingår i släktet Diaphorina och familjen rundbladloppor. Inga underarter finns listade i Catalogue of Life.